# نمل سينائي
نمل سينائي (الاسم العلمي:Formica sinae) هو نوع من الحشرات يتبع جنس نمل الحقل من فصيلة النمليات.